# Refugi de Claror
El refugi de Claror és un refugi de muntanya de la Parròquia d'Escaldes-Engordany (Andorra) a 2280 m d'altitud i situat a la Vall de Claror entre la Collada de Prat Primer, Perafita i l'Estany de la Nou.

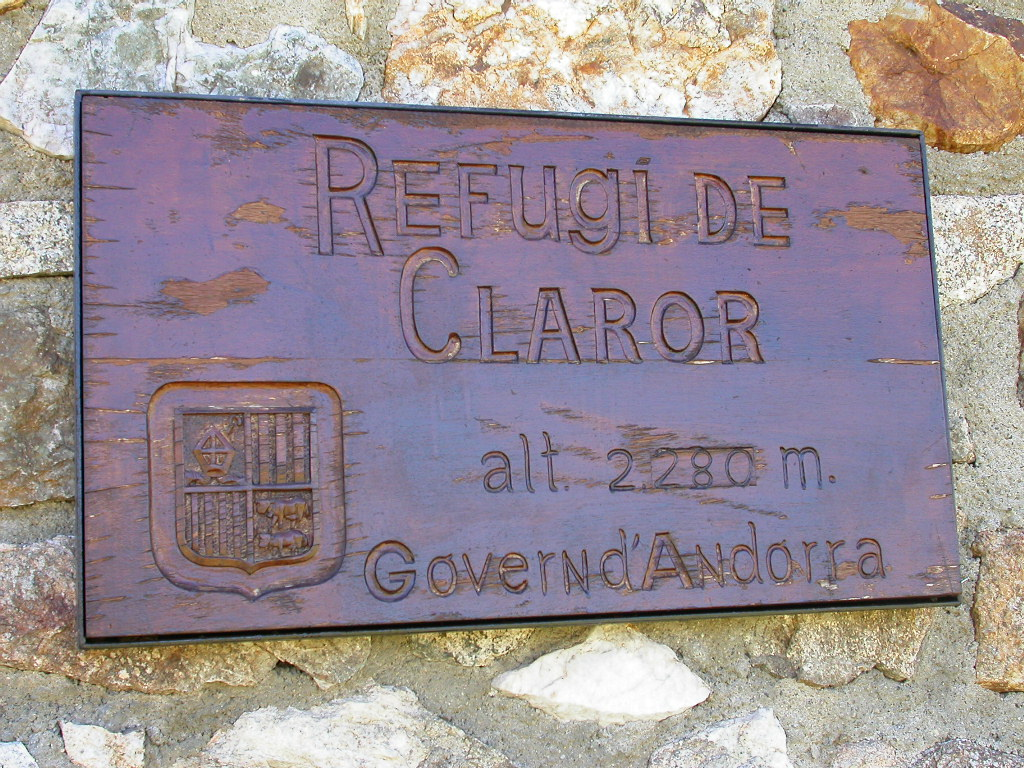
Placa identificativa a l'exterior.